# الکساندروفسک-ساخالینسکیی
شهر الکساندروفسک-ساخالینسکی (به روسی: Александровск-Сахалинский) در کشور روسیه و در اوبلاست ساخالین واقع شده‌است.